# Europawahl in Finnland 2004
Die Europawahl in Finnland 2004 fand am 13. Juni 2004 statt. Sie wurde im Zuge der EU-weit stattfindenden Europawahl 2004 durchgeführt, wobei in Finnland 14 der 732 Sitze im Europäischen Parlament vergeben wurden. Neben den sieben im Europäischen Parlament vertretenen Parteien traten bei der Wahl noch sieben weitere Parteien an.

## Wahlbeteiligung
Nachdem die Wahlbeteiligung bei der Europawahl 1999 bei nur 31,4 % lag, steigerte sich diese 2004 um 8 Prozentpunkte auf 39,4 %.

## Wahlsystem
Vierzehn Parteien bzw. Wählervereinigung standen zur Wahl.
Finnland nutzt bei der Wahl das System der offenen Listen, wodurch die Reihenfolge der Kandidaten nicht nur die Parteien festgelegt wird. Die Wähler stimmen nicht für eine Partei selbst ab, sondern nur für deren Kandidaten. Die Stimmen, die alle Kandidaten einer Partei zusammen erhalten haben, werden für die Bestimmung der Menge an Sitzen, die eine Partei erhält, verwendet. Für diese Bestimmung findet das D’Hondt-Verfahren Anwendung. Innerhalb einer Partei werden dann jene Kandidaten Abgeordnete, die die meisten Stimmen erhalten haben. In diesem Verfahren können Kandidaten, die zwar viele Stimmen erhalten haben, deren Partei aber nicht genug Sitze hat, gegenüber Kandidaten mit weniger Stimmen, aber mehr freien Sitzen, unterliegen.

## Wahlausgang
Die Nationale Sammlungspartei und die Finnische Zentrumspartei erreichten beide ein Ergebnis bei knapp 23 %. Die Nationale Sammlungspartei konnte mit einem Vorsprung von 0,34 Prozentpunkten ihre Führung gegenüber der Zentrumspartei behaupten. Sozialdemokratische Partei Finnlands blieb weiterhin nur auf dem dritten Platz, konnte jedoch mit 3,3 Prozentpunkten den deutlichsten Zugewinn für sich verbuchen, während der Grüne Bund mit einem Minus von 3 Prozentpunkten den stärksten Verlust verzeichnete.
Das Linksbündnis konnte ihr Ergebnis der letzten Wahl wiederholen, verlor aber zusammen mit den Christdemokraten jeweils ein Mandat. Für die Christdemokraten entfiel damit ihr einziges Mandat. Die Schwedische Volkspartei verlor rund einen Prozentpunkt, behielt jedoch ihr Mandat.

## Ergebnis
| Listen                                  | Listen                                     | Stimmen   | %    | +/-  | Mandate | +/- |
| --------------------------------------- | ------------------------------------------ | --------- | ---- | ---- | ------- | --- |
|                                         | Nationale Sammlungspartei (KOK)            | 392.771   | 23,7 | +1,6 | 4       | ±0  |
|                                         | Finnische Zentrumspartei (KESK)            | 387.217   | 23,4 | −2,1 | 4       | ±0  |
|                                         | Sozialdemokratische Partei Finnlands (SDP) | 350.525   | 21,2 | +3,3 | 3       | ±0  |
|                                         | Grüner Bund (VIHR)                         | 172.844   | 10,4 | −3,0 | 1       | −1  |
|                                         | Linksbündnis (VAS)                         | 151.291   | 9,1  | −0,1 | 1       | ±0  |
|                                         | Schwedische Volkspartei                    | 94.421    | 5,7  | +0,4 | 1       | ±0  |
|                                         | Finnische Christdemokraten (KD)            | 70.845    | 4,3  | +1,9 | –       | −1  |
|                                         | Kommunistische Partei Finnlands (SKP)      | 10.134    | 0,6  | ±0,0 | –       | ±0  |
|                                         | Wahre Finnen                               | 8.900     | 0,5  | −0,3 | –       | ±0  |
|                                         | Für die Armen                              | 5.687     | 0,3  | Neu  | –       | Neu |
|                                         | Liberale Volkspartei (LKP)                 | 3.558     | 0,2  | −0,2 | –       | ±0  |
|                                         | Seniorenpartei Finnlands (SSP)             | 3.279     | 0,2  | ±0,0 | –       | ±0  |
|                                         | Finnische Volksblauweiß (SKS)              | 3.248     | 0,2  | N/A  | –       | N/A |
|                                         | Finnland – Vaterland                       | 1.864     | 0,1  | N/A  | –       | N/A |
| Gesamt                                  | Gesamt                                     | 1.656.584 | 100  |      | 14      | –2  |
|                                         |                                            |           |      |      |         |     |
| Ungültige Stimmen                       | Ungültige Stimmen                          | 10.348    | 0,6  | +0,1 |         |     |
| Wähler                                  | Wähler                                     | 1.666.932 | 39,4 | +9,3 |         |     |
| Wahlberechtigte                         | Wahlberechtigte                            | 4.227.987 |      |      |         |     |
|                                         |                                            |           |      |      |         |     |
| Quellen: Tilastokeskus: Listen – Wähler |                                            |           |      |      |         |     |

## Fraktionen im Europäischen Parlament
| Partei                         | Partei                               | Mandate | Fraktion |
| ------------------------------ | ------------------------------------ | ------- | -------- |
|                                | Nationale Sammlungspartei            | 4 / 14  | EVP-ED   |
|                                | Finnische Zentrumspartei             | 4 / 14  | ALDE     |
|                                | Sozialdemokratische Partei Finnlands | 3 / 14  | SPE      |
|                                | Grüner Bund                          | 1 / 14  | G/EFA    |
|                                | Linksbündnis                         | 1 / 14  | GUE/NGL  |
|                                | Schwedische Volkspartei              | 1 / 14  | ALDE     |
|                                |                                      |         |          |
| Quelle: Europäisches Parlament |                                      |         |          |